# Шольинский
Шо́льинский — комплексный памятник природы республиканского значения в Удмуртии. Расположен в восточной части Камбарского района, в 8—12 км к северо-западу от города Камбарка, в окрестностях села Шолья. Относится к Шольинскому лесничеству Камбарского лесхоза.
Заповедная территория занимает площадь 283 га и состоит из трёх разобщенных кластеров:
- Первый кластер находится в 500 м северо-западнее села Шолья, в междуречье при слиянии рек Шолья и Армязь, в пределах первой надпойменной террасы реки Кама;

- Второй кластер расположен в 400 м севернее села Шолья, занимает правую часть днища долины реки Шолья, примыкающие склоны и фрагменты второй надпойменной террасы Камы;

- Третий кластер располагается между сёлами Шолья и Кама, занимает правобережную часть долины реки Чёрная, сегмент поймы Камы и её второй надпойменной трассы.

На территории памятника природы произрастают такие редкие виды растений, как осока просяная и пыльцеголовник красный.